# Molho holandês

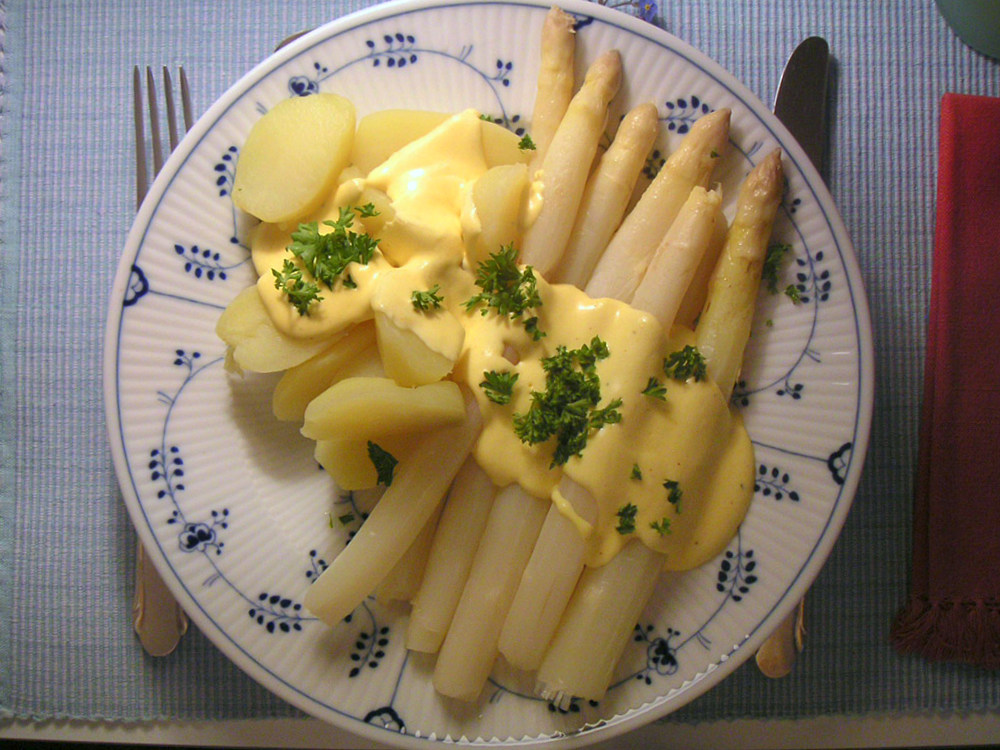
Batatas cozidas e aspargos, coberto com molho holandês

O molho holandês ou molho hollandaise (em francês: sauce hollandaise; em neerlandês: hollandaisesaus ou Hollandse saus) é um molho culinário a base de manteiga.

## História
A receita foi citada pela primeira vez em um livro de culinária holandês de 1593, escrita pelo médico Carel Baten (Carolus Battus) na República Holandesa. A receita chegou à França, no século seguinte, durante a invasão francesa das Províncias Unidas.

## Composição
O molho é composto de sumo de limão, gemas, manteiga e sal. Alguns dos ingredientes podem ser substituídos. O limão pode ser substituído por vinagre de vinho branco e a manteiga por margarina.

## Uso
O molho holandês é um ingrediente básico do prato tradicional estadounidense Ovos Benedict. É um molho versátil usado tanto em pratos frios como quentes.